# Vinkelrivulus
Vinkelrivulus (Laimosemion geayi) är en sötvattenlevande växtlekande fiskart bland de så kallade äggläggande tandkarparna som beskrevs av Vaillant, 1899.

## Systematik
Tillsammans med samtliga andra arter i släktet Laimosemion förutom L. paryagi inräknades vinkelrivulus tidigare in i släktet Rivulus. Emellertid var släktet Rivulus inte särskilt homogent, och efter en genomgripande revidering 2011 av taxonomin av framför allt den brasilianske iktyologen Wilson José Eduardo Moreira da Costa fördes en del av arterna – utom L. paryagi som då ännu inte var beskriven – upp i det egna släktet Laimosemion.